# Șîdlivți, Huseatîn
Șîdlivți (în ucraineană Шидлівці) este un sat în comuna Sîdoriv din raionul Huseatîn, regiunea Ternopil, Ucraina.

## Demografie
Componența lingvistică a localității Șîdlivți
     Ucraineană (100%)
Conform recensământului din 2001, toată populația localității Șîdlivți era vorbitoare de ucraineană (100%).